# Cabinet Lemke I
Land de Schleswig-Holstein
von Hassel II Lemke II
Le cabinet Lemke I (en allemand : Kabinett Lemke I) est le gouvernement du Land de Schleswig-Holstein entre le 7 janvier 1963 et le 3 mai 1967, durant la 5e législature du Landtag.

## Historique du mandat
Dirigé par le nouveau ministre-président chrétien-démocrate Helmut Lemke, précédemment ministre de l'Intérieur, ce gouvernement est constitué et soutenu par une « coalition noire-jaune » entre l'Union chrétienne-démocrate d'Allemagne (CDU) et le Parti libéral-démocrate (FDP). Ensemble, ils disposent de 39 députés sur 69, soit 56,5 % des sièges du Landtag.
Il est formé à la suite des élections législatives régionales du 23 septembre 1962.
Il succède donc au second cabinet du ministre-président chrétien-démocrate Kai-Uwe von Hassel, constitué et soutenu par une coalition identique.
Au cours du scrutin, la CDU échoue à remporter la majorité absolue au Landtag à un siège près. Von Hassel tente alors de se maintenir au pouvoir en confirmant son alliance avec le FDP, mais ce dernier préfère s'associer avec le SPD et le soutien sans participation de la SSW. Le gouvernement sortant expédie alors les affaires courantes.
Après que von Hassel a été appelé en politique fédérale et que la SSW s'est opposé à la volonté du FDP, Lemke parvient à reformer la coalition noire-jaune précédemment au pouvoir et se fait investir ministre-président, dix semaines après les élections.
L'alliance entre la CDU et le Parti libéral-démocrate ayant conservé la majorité au cours des élections législatives régionales du 23 avril 1967, Helmut Lemke constitue son second cabinet.

## Composition
| Fonction                                                   | Titulaire | Titulaire                                                                                    | Parti |
| ---------------------------------------------------------- | --------- | -------------------------------------------------------------------------------------------- | ----- |
| Ministre-président                                         |           | Helmut Lemke                                                                                 | CDU   |
| Vice-ministre-président                                    |           | Hartwig Schlegelberger (à partir du 14/02/1963)                                              | CDU   |
| Ministre de l'Intérieur                                    |           | Helmut Lemke a.i. (jusqu'au 30/04/1963) Hartwig Schlegelberger                               | CDU   |
| Ministre des Finances                                      |           | Hartwig Schlegelberger (jusqu'au 30/04/1963)                                                 | CDU   |
| Ministre des Finances                                      |           | Hans-Hellmuth Qualen                                                                         | FDP   |
| Ministre de l'Économie et des Transports                   |           | Hermann Böhrnsen                                                                             | CDU   |
| Ministre de l'Éducation                                    |           | Hermann Böhrnsen (jusqu'au 25/02/1964) Claus-Joachim von Heydebreck (à partir du 07/04/1964) | CDU   |
| Ministre de l'Alimentation, de l'Agriculture et des Forêts |           | Ernst Engelbrecht-Greve                                                                      | CDU   |
| Ministre de la Justice                                     |           | Bernhard Leverenz                                                                            | FDP   |
| Ministre du Travail, des Affaires sociales et des Déplacés |           | Lena Ohnesorge                                                                               | CDU   |